# أيت بوبكر
أيت بوبكر قبيلة مغربية تنتمي لفدرالية أيت بعمران. وتضم أيت بوبكر كل من أيت اخلف وأيت النص. ومن ناحية موقعها الجغرافي فهي تتواجد بشمال مدينة سيدي إفني بتراب جماعتي ميرلفت وتيوغزة.

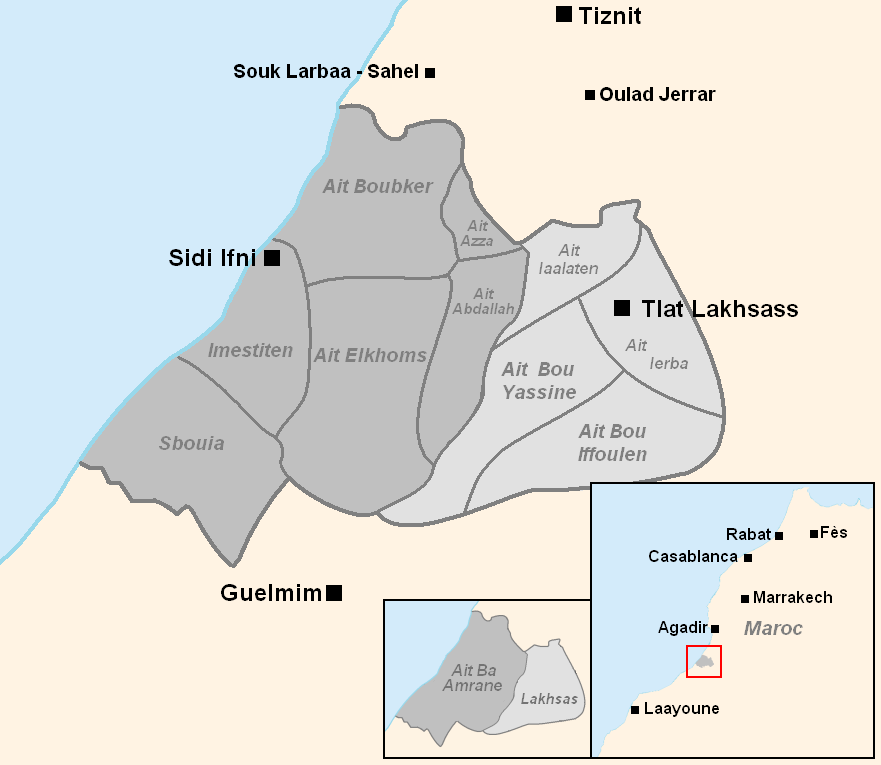